# 케빈 영 (육상 선수)
케빈 커티스 영(Kevin Curtis Young, 1966년 9월 16일 ~ )은 전 미국의 허들 선수로, 1992년 바르셀로나 올림픽 400m 허들 결승전에서 46.78초의 세계 신기록을 세워 에드윈 모지스의 9년 기록을 깨고 금메달을 획득하였다.

## 경력

### 어린 시절
로스앤젤레스에서 태어난 영은 플로렌스 그리피스 조이너와 같은 모교인 조던 고등학교에서 수학하였다. 처음에 110m 허들 선수로서 첫 성공한 그는 1984년 CIF 캘리포니아 주립 대회에서 3위를 하였다. UCLA의 단역 선수로서 2회의 NCAA 400m 허들(1987, 1988)을 우승하였다.
1986년 모스크바에서 열린 굿윌 게임에 국제 데뷔를 하고 이듬해 인디애나폴리스에서 열린 팬아메리칸 게임에서 2위를 하였다. 1988년 서울 올림픽에서 모지스의 뒤에 밀려 4위를 하고, 3년 후 세계 육상 선수권 대회에서 다시 4위에 왔다.

### 올림픽 금메달과 세계 기록
1992년 영은 실외 육상 선수권 대회에서 자신의 첫 타이틀을 우승하였고, 바르셀로나 올림픽에서 마지막 장애물을 깨끗이 넘지 못함에 불구하고 세계 신기록 46.78초와 우승하기 전까지 패한 적이 없었다. 그는 400m 허들을 47초 안에 달린 첫 선수이다.
영의 세계 기록 달리기는 또 하나의 고려에서 주목할 만 하였으며, 더 빠를 수도 있었다. 필드의 가장 멀리 선두에 있으면서 그는 속력을 낮추고, 결승전을 지나면서 우승을 축제 벌이는 데 자신의 팔을 들어올렸다. 영은 육상에서 ESPN이 수여하는 ESPY 상을 수상한 처음이자 마지막 선수가 되었다.
1993년 영은 세계 육상 선수권 대회가 열리기 2주 전에 잠비아의 새뮤얼 마테테에게 패할 때까지 자신의 2번째 국내 선수권 타이틀을 우승하고 25개의 연속적인 우승을 거두었다. 그러나 세계 선수권 결승전에서 영은 또 다시 7번째와 8번째 장애물 사이에 결정적인 동작을 만들고, 마테테를 0.42초 차이로 꺾어 우승하였다.

### 그 후의 세월
그 후에 영의 육상 경연은 몇개의 이유로 쇠퇴하였다. 영은 캘리포니아주에 있는 자신의 훈련 기지로부터 연락이 끊기고 자신의 전 코치 존 스미스를 떠났다.
1994년 2개의 대회에서만 달린 영은 뉴욕 경기에서 시즌의 최고 기록 49.70초와 함께 2위를 하였으나, 국내 실외 육상 선수권 대회에서 400m 허들 결승전 진출에 실패하였다. 곧 은퇴하여 다시는 국제 대회에 나가지 않았다.
2006년 국립 육상 명예의 전당에 헌액되었다.